# أرت بورنس
أرت بورنس (بالإنجليزية: Art Burns)‏ هو منافس ألعاب قوى أمريكي، ولد في 19 يوليو 1954 في واشنطن العاصمة في الولايات المتحدة.

## وصلات خارجية
- أرت بورنس على موقع الاتحاد الدولي لألعاب القوى (الإنجليزية)
- أرت بورنس على موقع أوليمبيديا (الإنجليزية)